# Genética bacteriana
Genética bacteriana é a área da genética que se concentra no estudo dos genes das bactérias. A genética bacteriana apresenta diferenças sutis em relação à genética eucariótica; no entanto, as bactérias continuam sendo um modelo eficaz para pesquisas genéticas em animais. Uma das principais diferenças entre a genética bacteriana e eucariótica resulta da falta de organelas membranosas nas bactérias, o que se aplica a todos os procariontes.  Embora seja verdade que existem organelas procarióticas, elas não são envolvidas por uma membrana lipídica, mas por uma camada de proteínas, o que requer a síntese de proteínas no citoplasma.
As bactérias, assim como outros organismos, se reproduzem e preservam suas características de geração em geração. No entanto, em uma pequena parte de sua progênie, elas apresentam variações em propriedades específicas. Apesar de a hereditariedade e das variações nas bactérias terem sido observadas desde os primórdios da bacteriologia, naquela época não se reconhecia que as bactérias também seguem as leis da genética. A própria presença de um núcleo bacteriano era motivo de debate. Nageli, em 1877, atribuiu as variações na morfologia e outras características ao pleomorfismo bacteriano, postulando a existência de uma única espécie de bactéria com capacidade proteica para variação. Com o avanço e uso de métodos precisos de cultura pura, ficou claro que diferentes tipos de bactérias preservavam forma e função constantes ao longo de gerações consecutivas. Isso resultou na noção de monomorfismo.

## Transformação
A transformação em bactérias foi observada pela primeira vez em 1928 por Frederick Griffith e mais tarde (em 1944) examinada a nível molecular por Oswald Avery e seus colegas que usaram o processo para demonstrar que o DNA era o material genético das bactérias. Na transformação, uma célula absorve DNA estranho encontrado no ambiente e o incorpora em seu genoma (material genético) por meio de recombinação. Nem todas as bactérias são competentes para serem transformadas, e nem todo DNA extracelular é competente para se transformar. Para ser capaz de se transformar, o DNA extracelular deve ser de fita dupla e relativamente grande. Para ser competente para ser transformada, uma célula deve ter a proteína de superfície Fator Competente, que se liga ao DNA extracelular em uma reação que requer energia. No entanto, as bactérias que não são naturalmente competentes podem ser tratadas de forma a torná-las competentes, geralmente por meio de tratamento com cloreto de cálcio, o que as torna mais permeáveis.

## Conjugação bacteriana
A conjugação bacteriana é a transferência de material genético (plasmídeo) entre células bacterianas por contato direto de célula para célula ou por uma conexão tipo ponte entre duas células. Descoberta em 1946 por Joshua Lederberg e Edward Tatum, a conjugação é um mecanismo de transferência horizontal de genes, assim como a transformação e a transdução, embora esses dois outros mecanismos não envolvam contato célula a célula.
A conjugação bacteriana é frequentemente considerada o equivalente bacteriano da reprodução sexual ou acasalamento, pois envolve a troca de material genético. Durante a conjugação, a célula doadora fornece um elemento genético conjugativo ou mobilizável que geralmente é um plasmídeo ou transposão. A maioria dos plasmídeos conjugativos possui sistemas que garantem que a célula receptora não contenha um elemento semelhante.
As informações genéticas transferidas são vantajosas para o receptor. Os benefícios podem abranger resistência a antibióticos, tolerância a xenobióticos ou a habilidade de utilizar novos metabólitos. Esses plasmídeos benéficos podem ser considerados endossimbiontes bacterianos. Outros elementos, no entanto, podem ser vistos como parasitas bacterianos e a conjugação como um mecanismo desenvolvido por eles para permitir sua disseminação.